# فرنسيس غوردون فوربس
فرنسيس غوردون فوربس هو قاضي وسياسي كندي، ولد في 27 ديسمبر 1857، وتوفي في 4 سبتمبر 1941. حزبياً، نشط في الحزب الليبرالي الكندي. وقد انتخب عضو مجلس العموم الكندي.